# Louis Mathieu Verdilhan
Louis Mathieu Verdilhan (n. 24 noiembrie 1875, Saint-Gilles, Languedoc-Roussillon, Franța – d. 15 decembrie 1928, Marsilia, Franța) a fost un artist francez cunoscut în special pentru picturile sale cu portul vechi din Marsilia.
S-a născut la Saint-Gilles-du-Gard. Familia sa s-a mutat în cartierul Chartreux din Marsilia în 1877. Născut într-o familie săracă, a devenit ucenic la un pictor de case în 1890, dar a început să deseneze cu sprijinul artistului din Marsilia Eugène Giraud⁠(d). În 1895, a înființat un studio pe care l-a păstrat toată viața, pe rue Fort-Notre-Dame nr. 12. În 1898, a călătorit pentru prima dată la Paris și a lucrat cu decoratorul Adrien Karbowsky⁠(d) pentru a realiza o parte din ornamentația Salon du bois al pavilionului de arte decorative pentru Expoziția Universală din 1900. S-a întors la Marsilia în 1900. În 1902, și-a pierdut ochiul stâng în urma unui accident.
Cariera sa artistică a început în 1902 cu o expoziție la Galeriile Braun din Marsilia și apoi, în 1905, cu o expoziție la Palatul Arhitecților de pe Avenue du Prado. A expus la Paris în 1906 la Salon des Indépendants⁠(d). Primele sale lucrări au fost pictate într-un stil care amintește de Monticelli⁠(d) și van Gogh. Între 1907 și 1913, opera sa a fost influențată de fauvism și de expresionismul german. Din 1908 a participat regulat la Salon d'Automne⁠(d). În 1909, a petrecut șase luni la Versailles, unde a realizat numeroase picturi. A ocupat din 1910 până în 1914 un atelier la cheiul nr. 12 din Rive Neuve. Mobilizat la Toulon în timpul Primului Război Mondial, Verdilhan l-a întâlnit pe Albert Marquet⁠(d) și a fost influențat de opera acestuia. De asemenea i-a cunoscut și pe André Suarès⁠(d) și Antoine Bourdelle⁠(d).
După război, a locuit succesiv la Aix-en-Provence, Cassis și Toulon. La 16 martie 1919, s-a căsătorit cu Hélène Casile, fiica cea mică a pictorului Alfred Casile⁠(d). A expus la New York la galeria Kraushaar.
Picturile pe care le-a realizat între 1920 și 1926 sunt caracterizate prin culori deschise, plate și forme armonioase delimitate de contururi simplificate. În 1925 a pictat o pictură murală pentru pavilionul din Provence de la Exposition universelle. În 1926 a pictat un decor pentru Opera din Marsilia: acest tablou reprezintă festivalul din 14 iulie la Marsilia și a fost foarte criticat în timpul inaugurării operei.
Paleta lui s-a întunecat în lucrările din ultimii ani de viață. A murit de cancer laringian la 15 decembrie 1928 la Marsilia.
Fratele lui Verdilhan a fost pictorul și sculptorul André Alexandre Verdilhan⁠(d) (1881–1963).

## Galerie

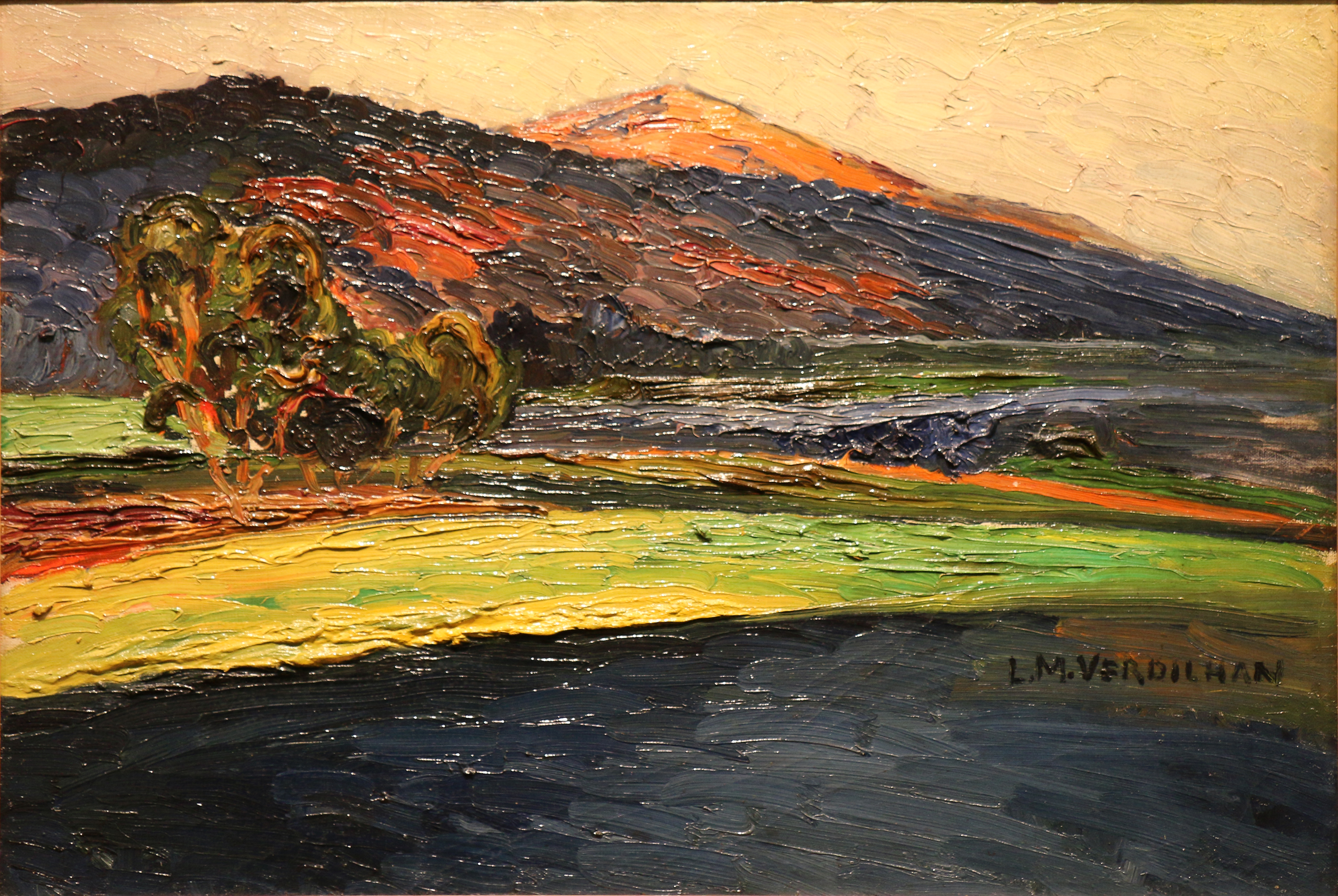
Paysage - Aix-en-Provence, ca. 1902–1907, Toulon, Musée d'Art
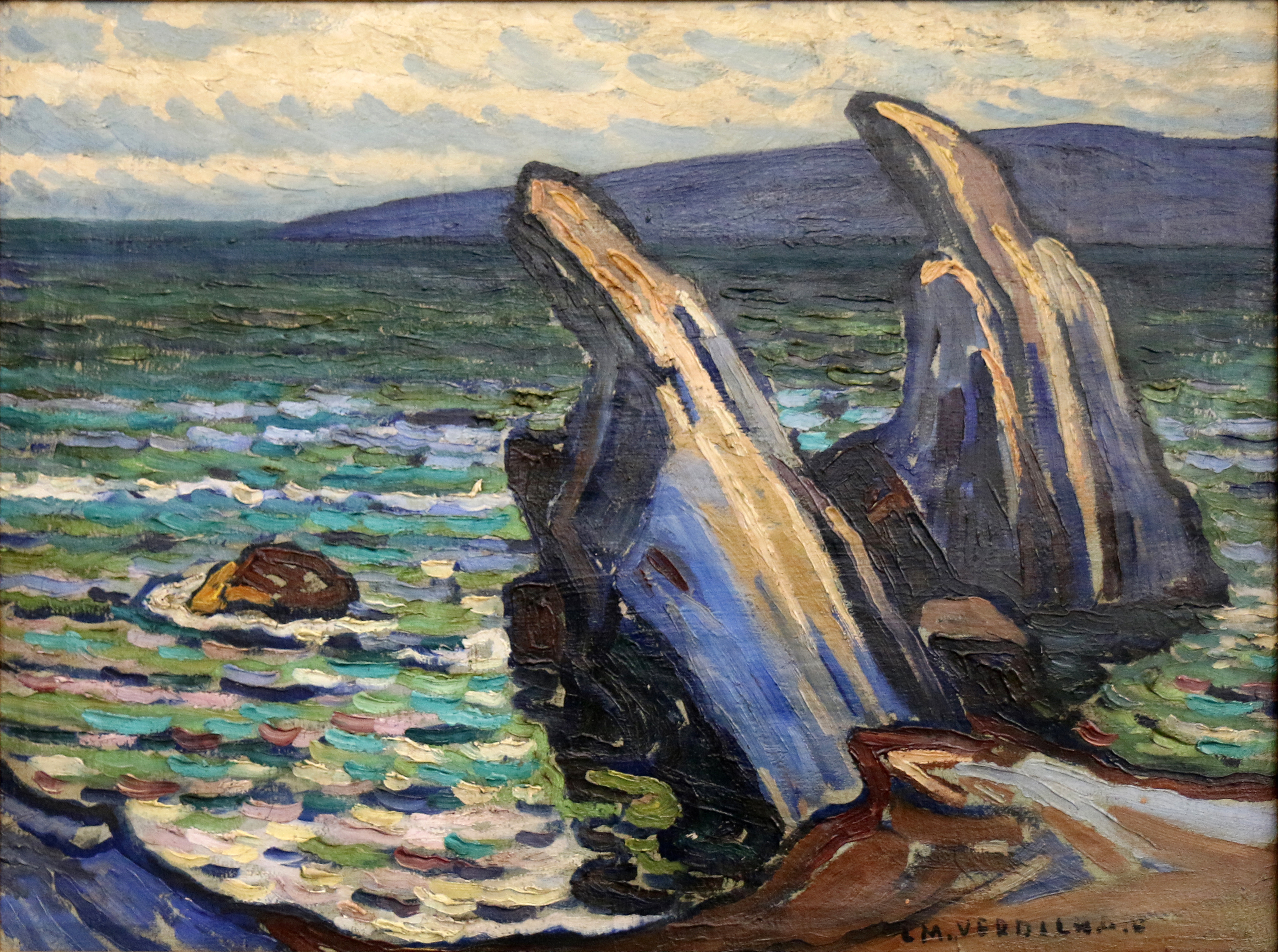
Litoral Varois, ca. 1907
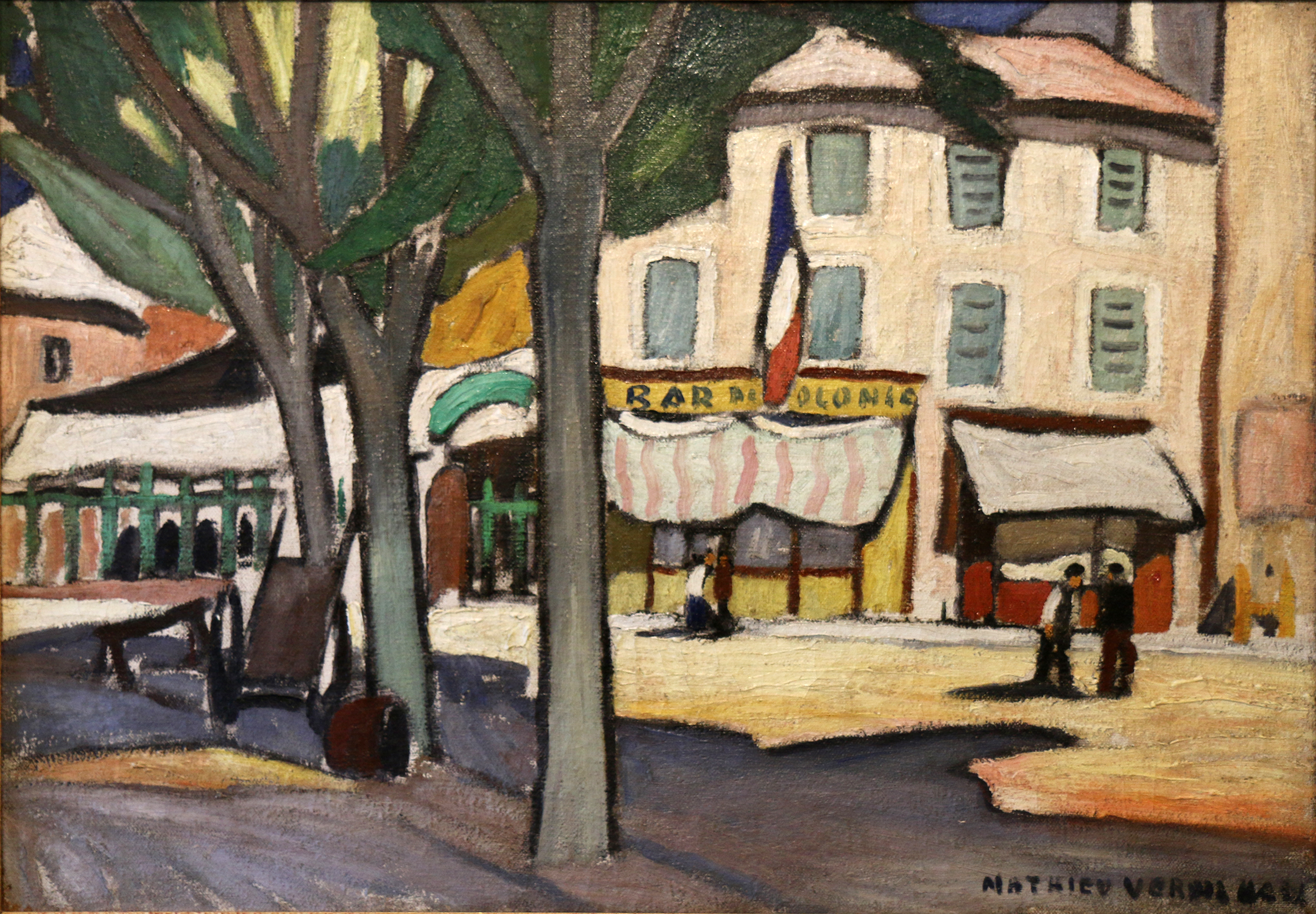
Le bar des colonies à Toulon, ca. 1910–1915
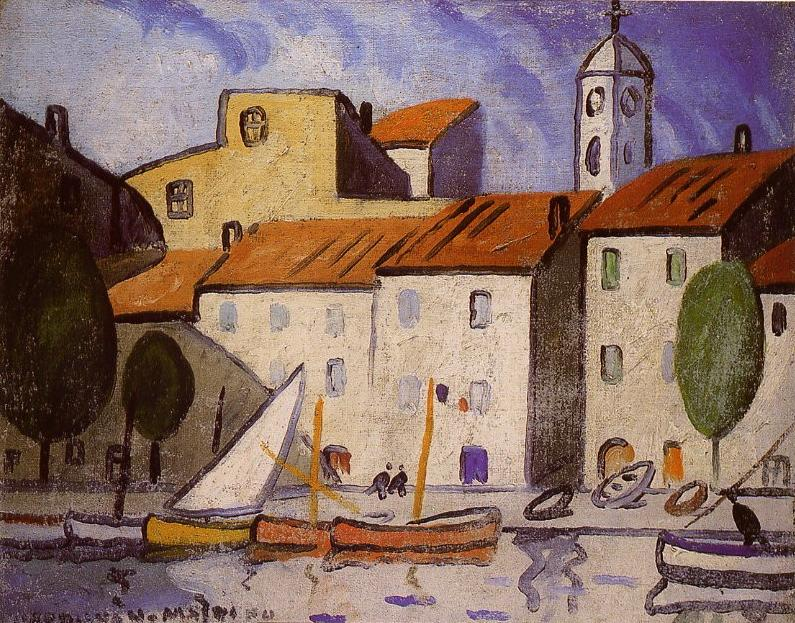
Le Port de Martigues, ca. 1913–1925
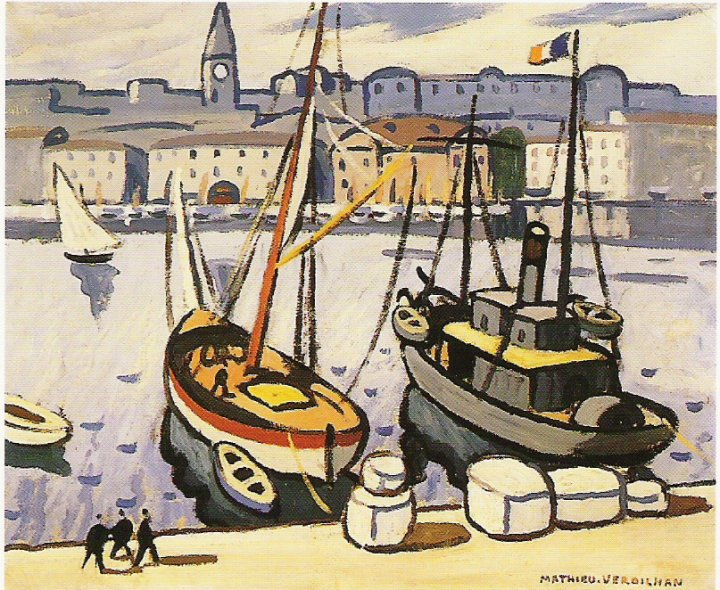
Le vieux-port de Marsilia
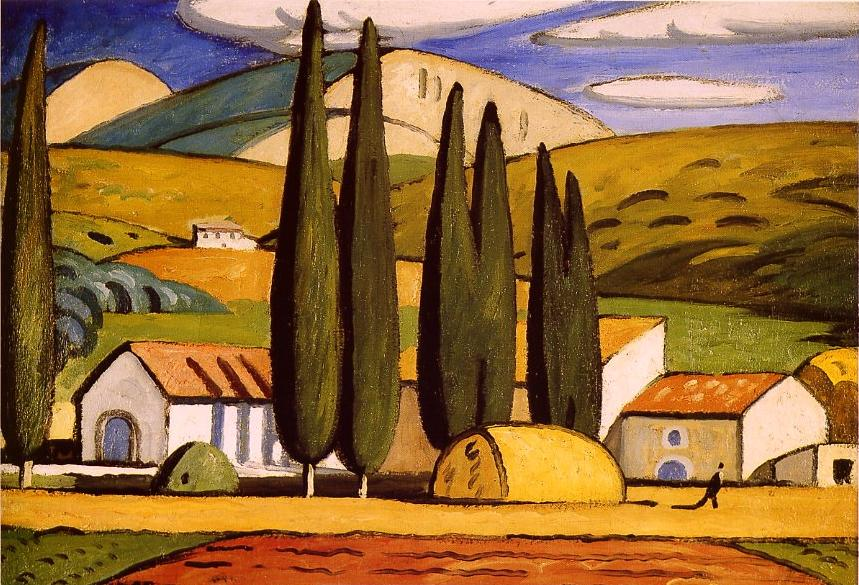
Paysage, maison et cyprès
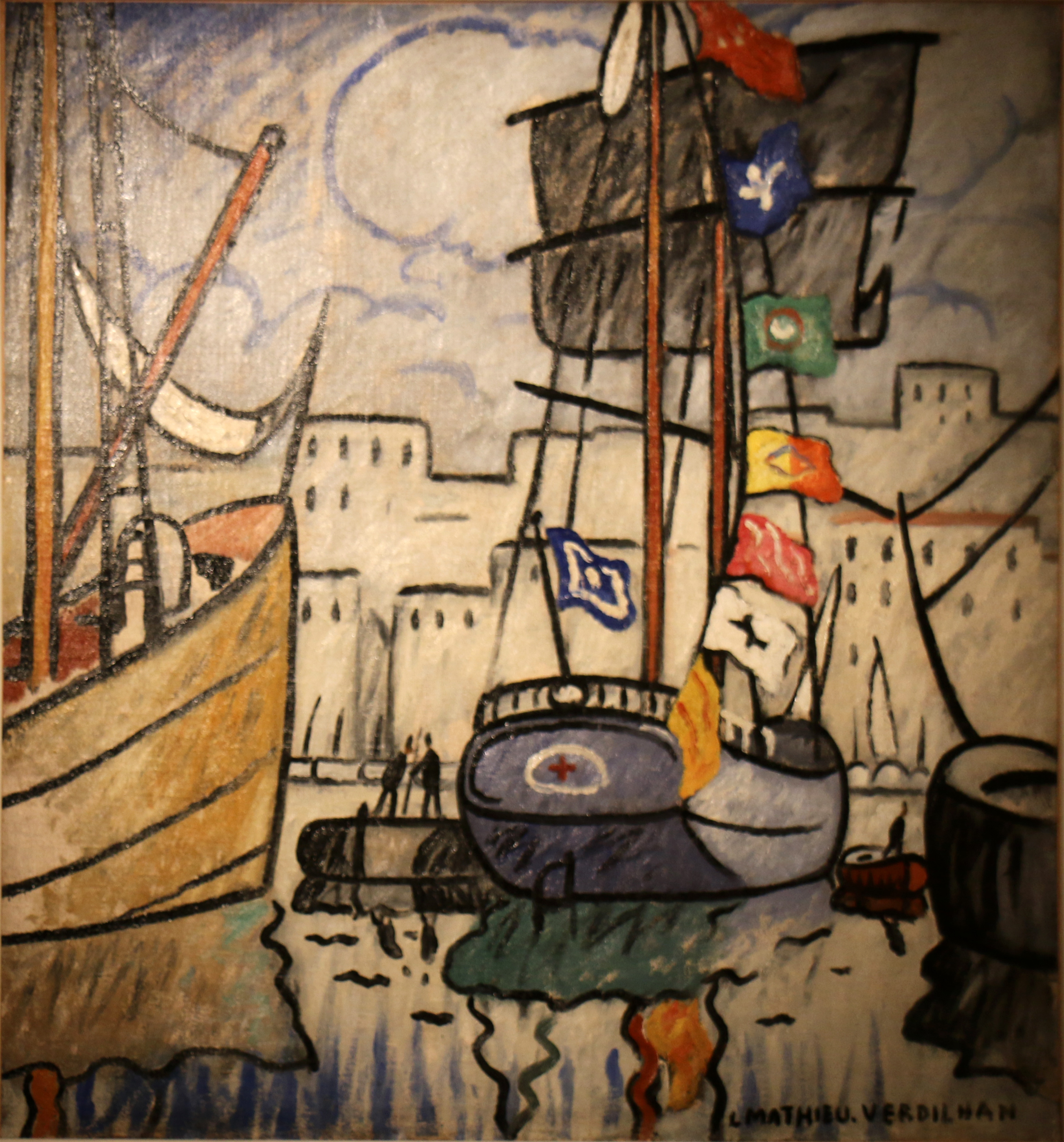
Le Grand Pavois în port de Marseille
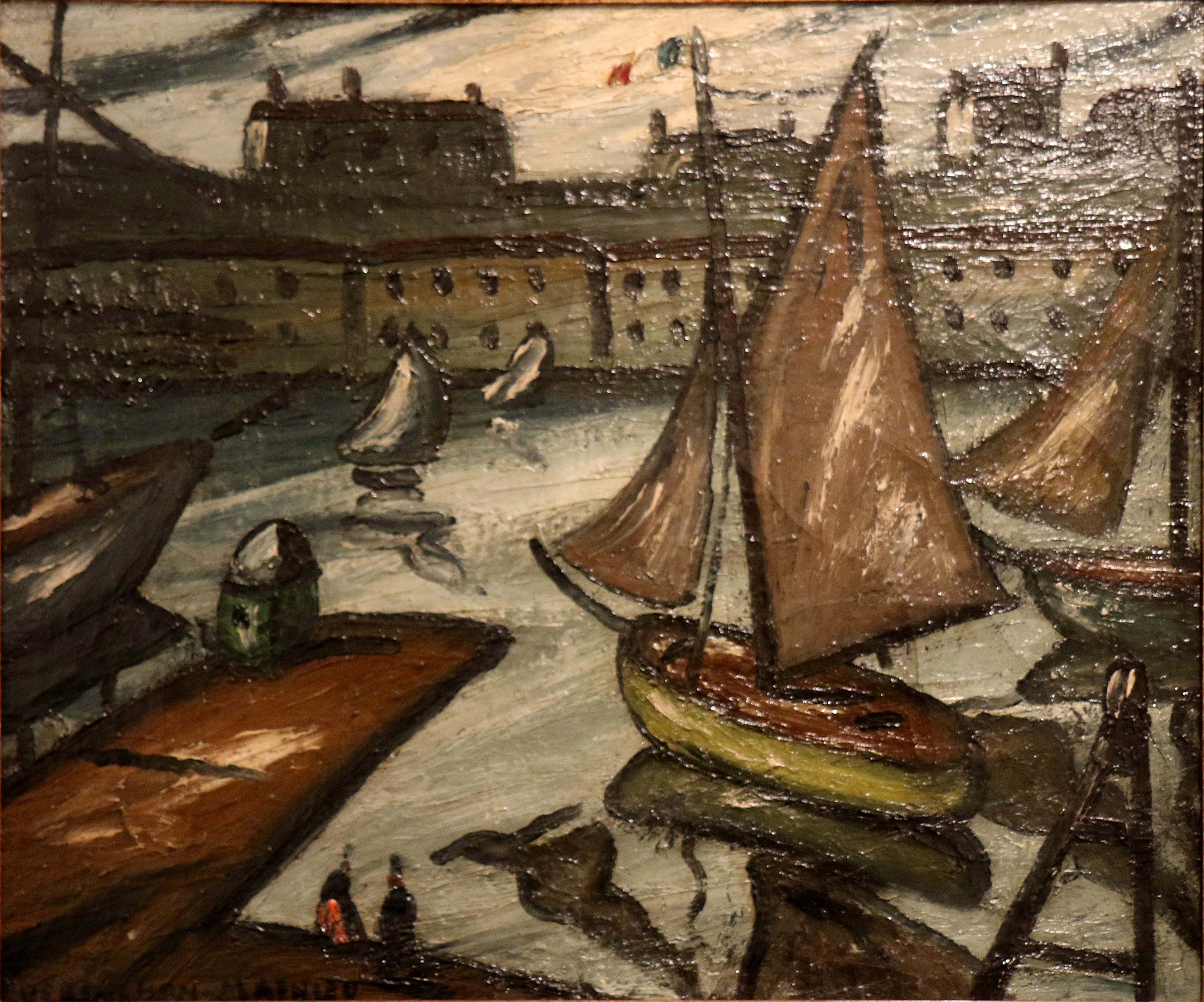
Vieux Port de Marseille, 1927